# Mollisia stromaticola
Mollisia stromaticola är en svampart som beskrevs av Dennis & Spooner 1993. Mollisia stromaticola ingår i släktet Mollisia och familjen Dermateaceae.   Inga underarter finns listade i Catalogue of Life.